# Daud Rahbar
Daud Rahbar (1926 - 5 de octubre de 2013) fue un estudioso de literaturas de religiones comparadas, árabe, persa, urdu y la música clásica de India. Rahbar es considerado como ensayista, poeta, compositor, cuentista, traductor, filósofo, colaborador de un diálogo entre las civilizaciones, musicólogo, baterista, cantante y guitarrista. Tradujo su propio trabajo urdu al inglés, tales como The Cup of Jamshid: A Collection of Ghazal Poetry y luego tradujo las letras de  Urdu letters of Mirzā Asadu’lldh Khān Ghālib.
Después de una carrera en la enseñanza en Inglaterra, Canadá, Turquía y Estados Unidos, se jubiló como Profesor Emérito de Religiones Comparadas de la Universidad de Boston en 1991.

## Primeros años
Daud Rahbar creció en Model Town, Lahore, Pakistán entre 1929 y 1949. La ciudad fue la primera sociedad cooperativa en el subcontinente indio, un suburbio basado en el diseño de un arquitecto hindú, Divan Khem Chand. La ciudad era autónoma de la jurisdicción de la ciudad de Lahore y seccionado en bloques. Cada bloque fue poblado por cualquiera de los musulmanes, sijs, hindúes (donde los hindúes constituyen la comunidad más grande). Él señaló que su estrecha asociación con los hindúes "hizo el amor de las comunidades hindúes una condición natural de [su] alma". Su infancia transcurrió escribiendo poesía (tomó el seudónimo de 'Rahbar' a la edad de ocho), en el jardín de infantes y caminar con su padre mientras discutía de literatura árabe y persa. Era un excelente jugador de tenis.

## Familia
El padre de Rahbar, el Dr. Muhammad Iqbal (1894-1948), fue nombrado Sir Muhammad Iqbal. Se graduó con una maestría en árabe y fue el beneficiario de una beca del Estado de la Universidad de Cambridge. Estudió con los profesores arabista Edward G. Browne, R.A. Nicholson y Anthony Ashley Bevan. Después de recibir su doctorado, Iqbal fue nombrado profesor de lengua persa en la Universidad de Punjab en 1922 y se mantuvo durante 26 años. Más tarde fue nombrado presidente del Colegio Oriental, Lahore.
Rahbar tenía cinco hermanos. Se casó con Sabiha Ahmed el 9 de abril de 1950. La pareja tuvo dos hijas, Samira y Anisa. El padre de Sabiha, Aga Ghiassudin Ahmed, fue un abogado y botánico, y el presidente del Colegio de Agricultura en Lyallpur (ahora Universidad de Agricultura, Faisalabad). Sabiha fue un poeta, a pesar de que nunca recibió el reconocimiento.
Su primo hermano, Zia Mohyeddin, es un conocido personaje mediático y artista de Pakistán, que interpretó el papel principal en Pasaje a la India en Broadway y en varios especiales de televisión británicos y películas.

## Muerte
Daud Rahbar murió en un asilo de ancianos en Deerfield Beach, Florida el 5 de octubre de 2013.